# 그레이프프루트
그레이프프루트(영어: grapefruit) 또는 자몽은 운향과의 과일 나무이다. 귤속의 잡종 재배식물로, 바베이도스에서 당귤나무(C. × sinensis, 오렌지)와 포멜로(C. maxima)의 자연교잡을 통해 처음 생겨났다. 당귤나무(오렌지) 자체가 감귤나무와 포멜로의 교잡종이기 때문에, 그레이프프루트도 감귤나무 DNA와 포멜로 DNA를 보유한다. 다나카 체계 등에서는 식물학적 종(Citrus × paradisi Macfad.)으로 보기도 한다.
"자몽"의 어원은 일본어 "자본(ザボン)"이며, 이는 다시 포르투갈어 "잠보아"(zamboa)에서 나온 말이지만, 포르투갈어권에서 "잠보아"는 귤속의 다른 재배식물인 루미아를 뜻하는 말이다.
나무는 상록수로 5~6m 높이가 많지만, 계속 자라면 13~15m까지도 자란다. 잎은 15cm 정도의 길이로 가늘고 길고 색은 진한 녹색이고, 꽃은 5cm 정도의 크기로 하얗고 꽃잎은 네 장이다. 열매는 10~15 cm 정도의 크기로 노랗고, 울퉁불퉁한 공처럼 생겼다. 과육이 희거나 붉은 것이 널리 재배된다. 1929년 미국의 '루비 레드'가 첫 번째 그레이프프루트 특허를 보유하고 있다.

## 생산
| 그레이프프루트 생산량 (2018년) | 그레이프프루트 생산량 (2018년) |
| 국가                           | 생산량 (단위: 백만톤)          |
| ------------------------------ | ------------------------------ |
| 중국                           | 5.0                            |
| 베트남                         | 0.7                            |
| 미국                           | 0.6                            |
| 멕시코                         | 0.5                            |
| 남아프리카 공화국              | 0.4                            |
| 인도                           | 0.3                            |
| 전 세계                        | 9.4                            |
| 출처: 유엔 FAOSTAT             |                                |

## 사진

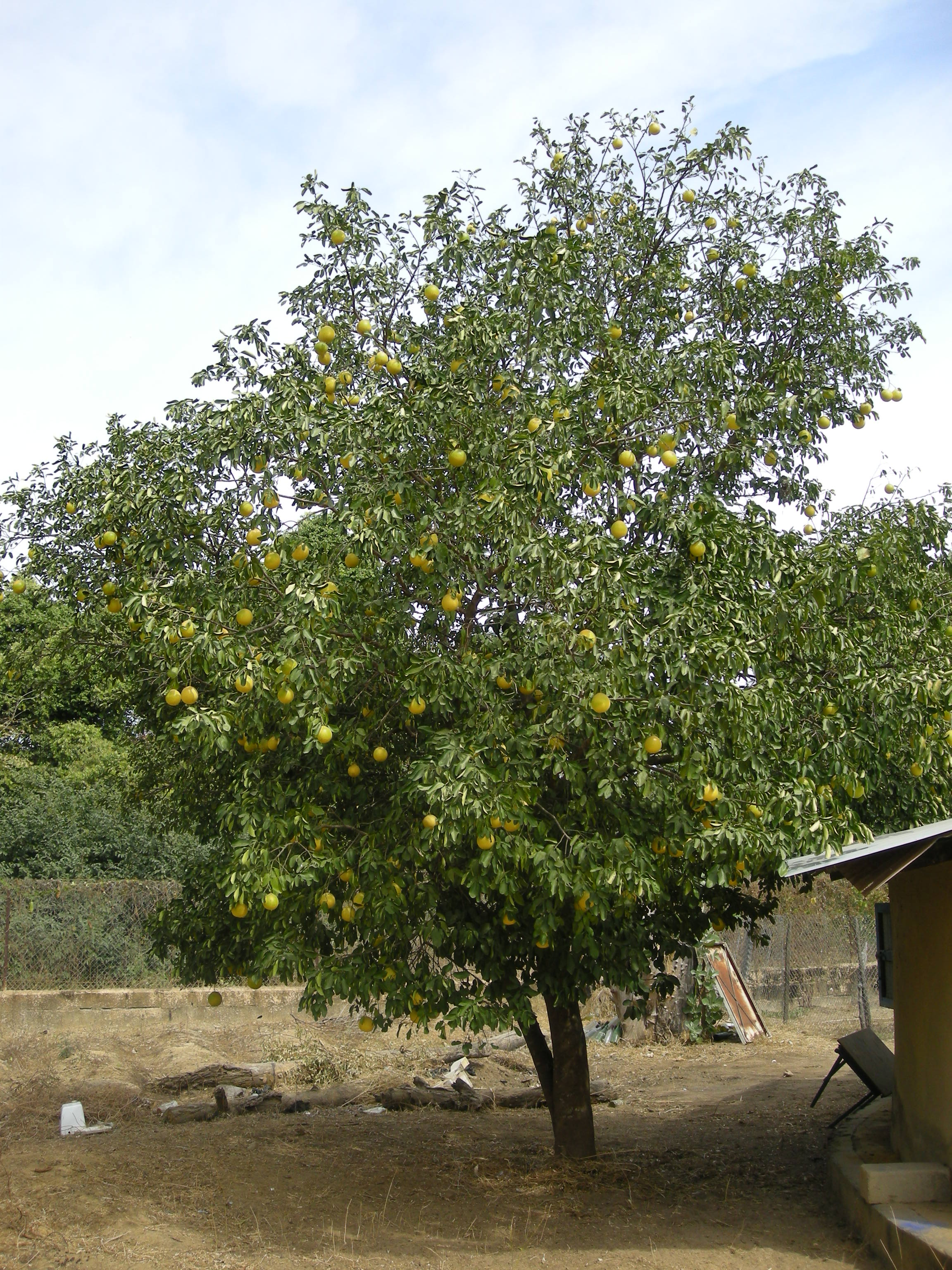
나무
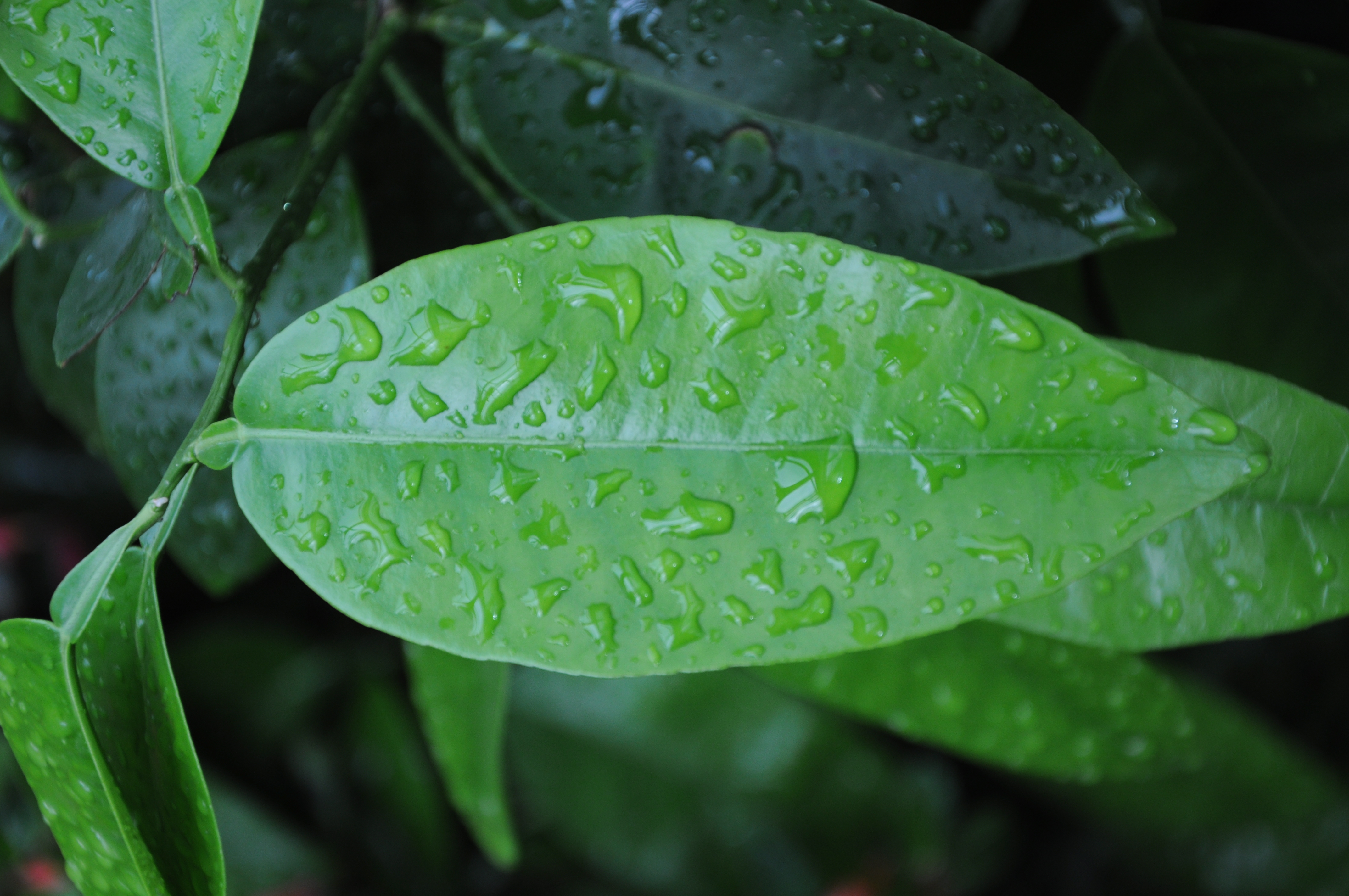
잎
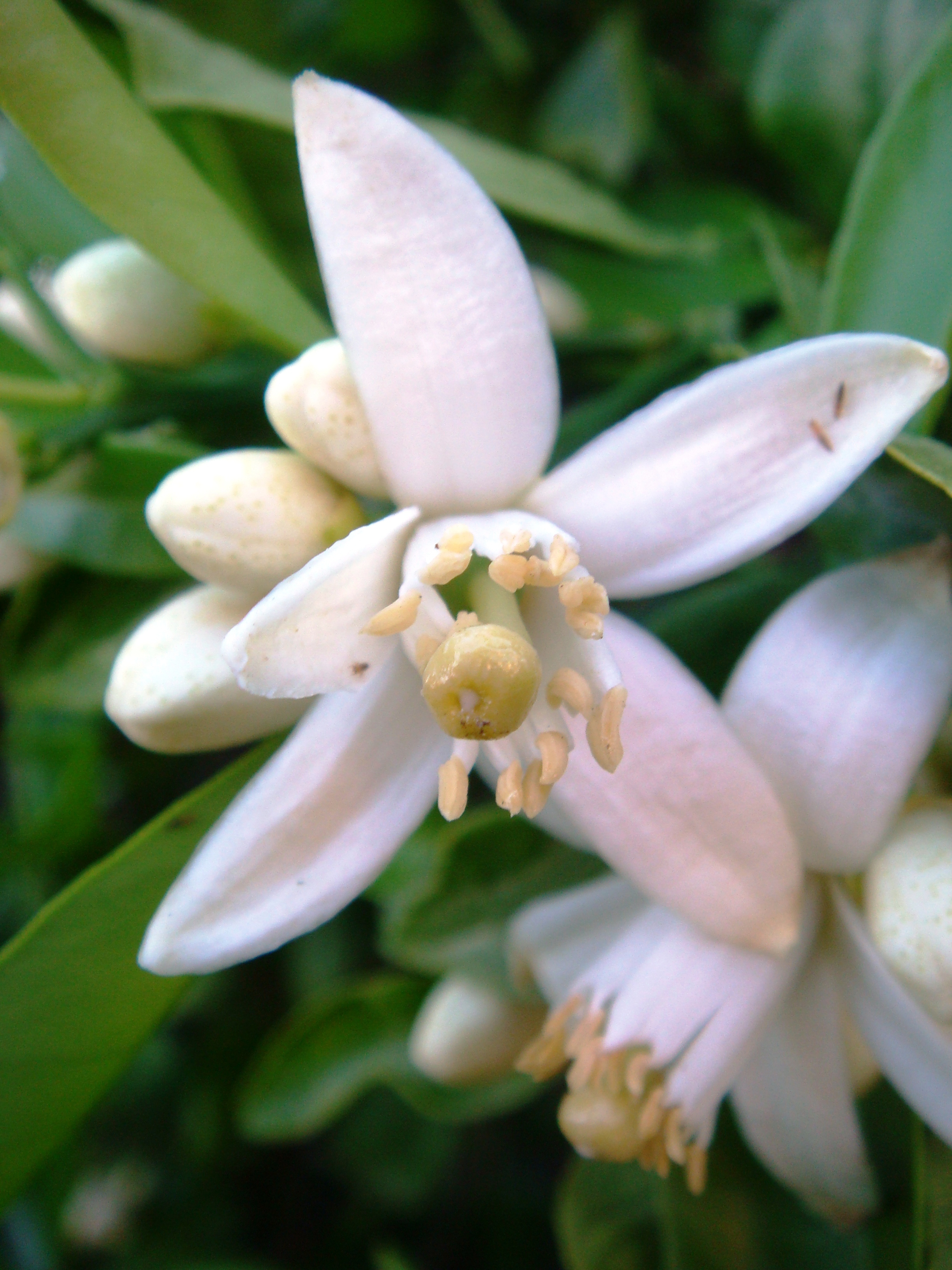
꽃
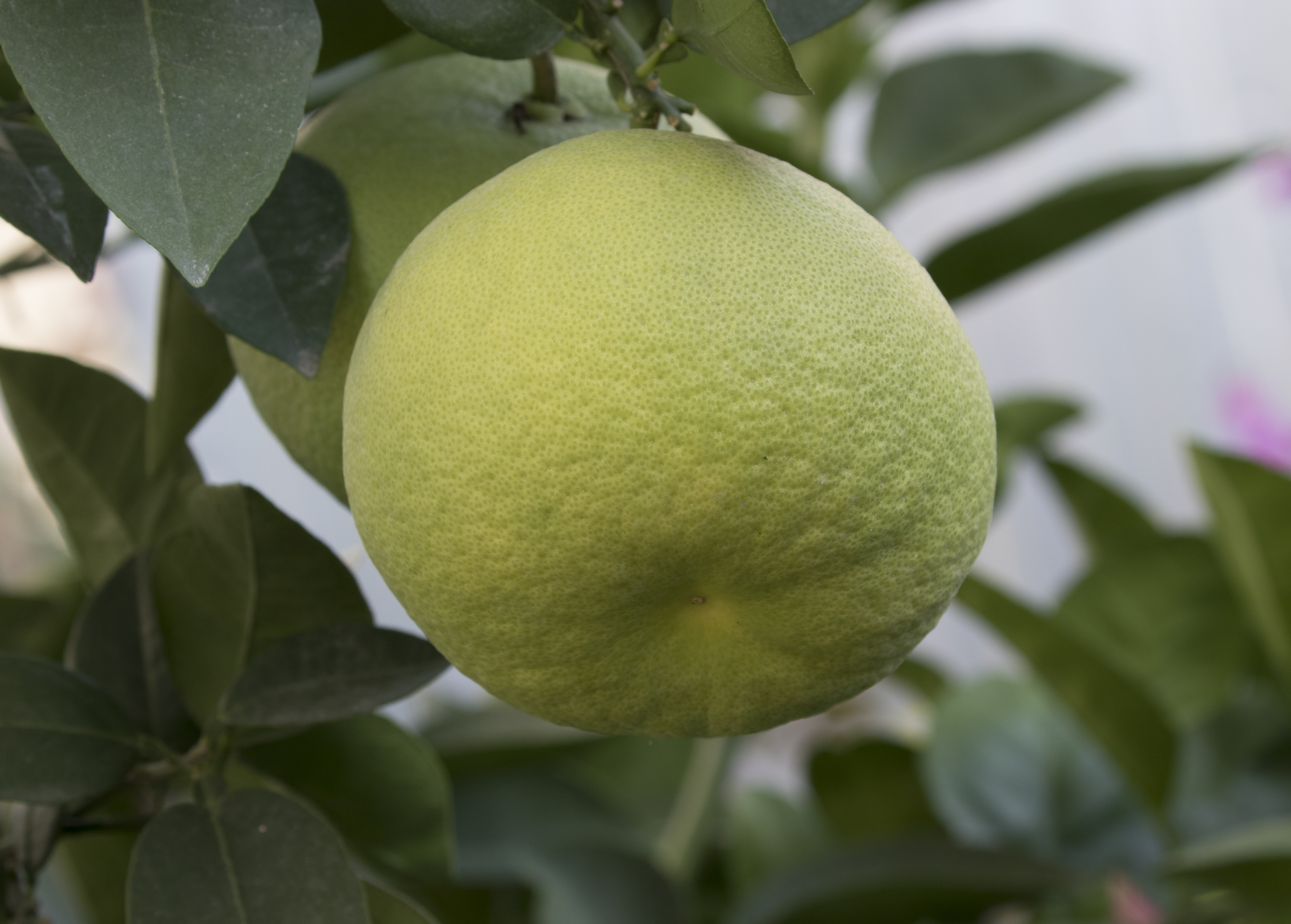
열매
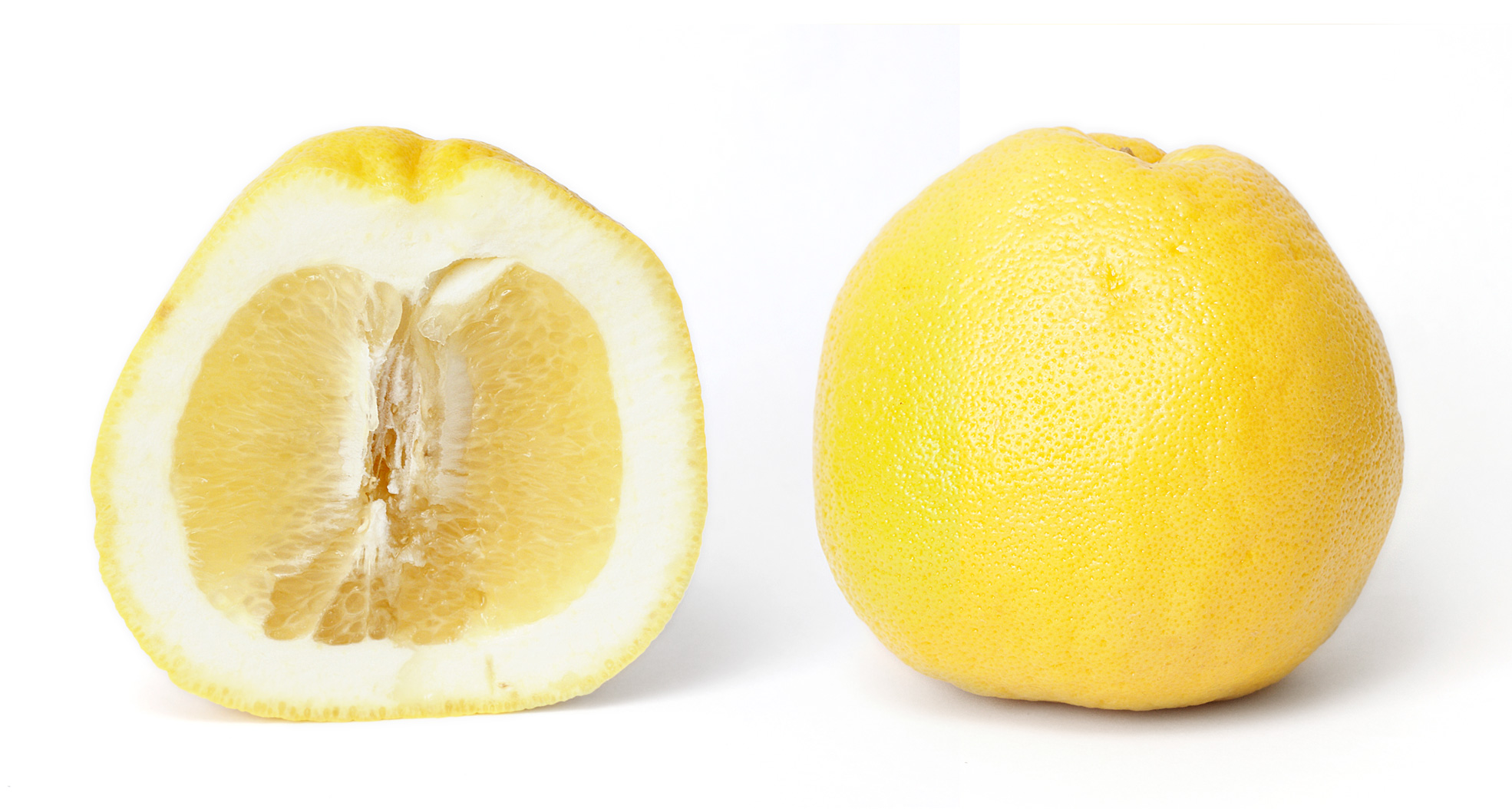
열매(노란 과육) 단면
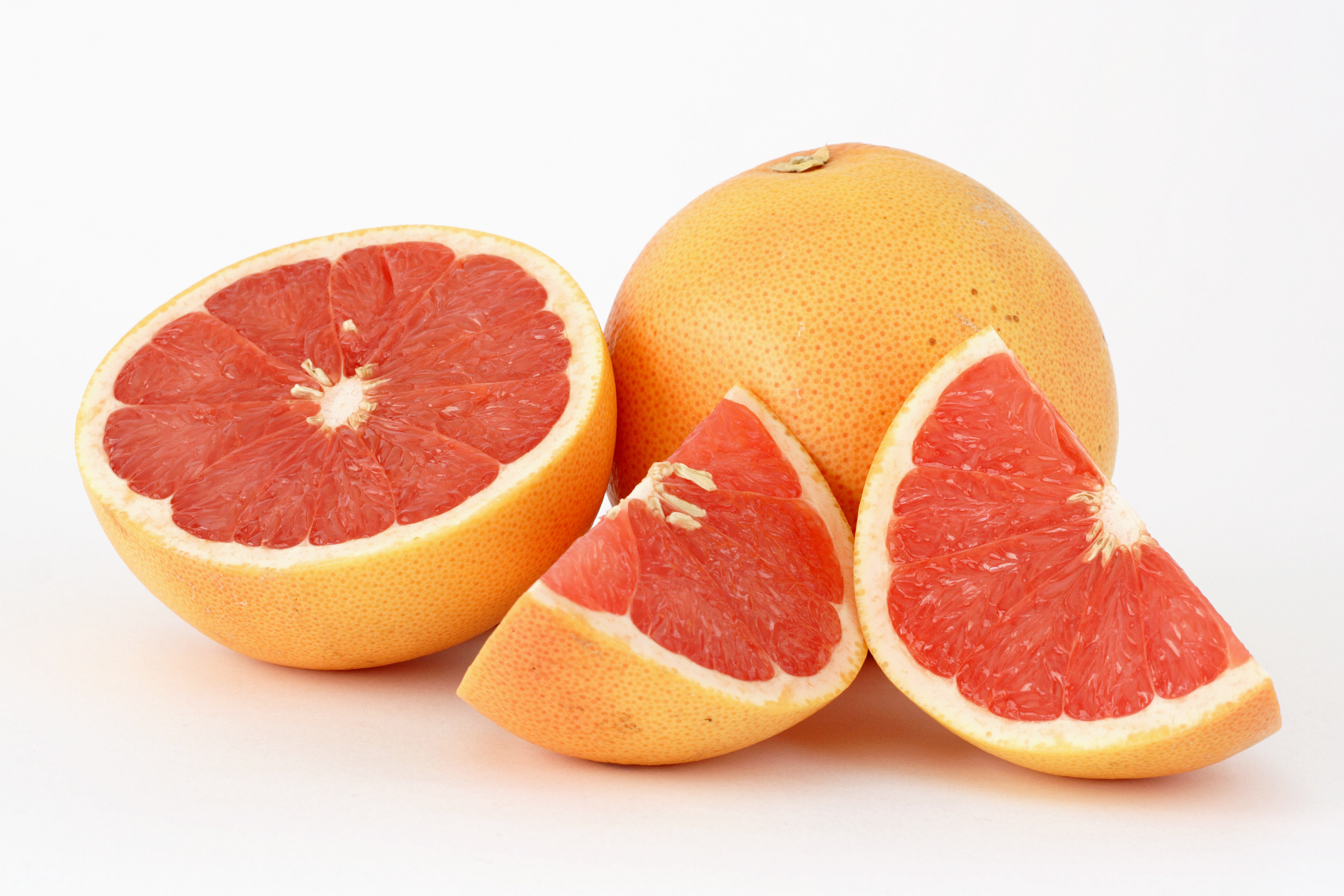
열매(붉은 과육) 단면